# Jonathan Ridgeon
Jonathan Peter „Jon” Ridgeon (ur. 14 lutego 1967 w Bury St Edmunds) – brytyjski lekkoatleta specjalizujący się w biegach płotkarskich, dwukrotny uczestnik letnich igrzysk olimpijskich (Seul 1998, Atlanta 1996).

## Sukcesy sportowe
- srebrny (1988) medalista mistrzostw Wielkiej Brytanii w biegu na 110 m ppł[1]
- złoty (1987) oraz brązowy (1988) medalista mistrzostw Anglii w biegu na 110 m ppł oraz złoty (1996) medalista mistrzostw Anglii w biegu na 400 m ppł[2]
- trzykrotnie złoty (1985, 1987, 1988) oraz srebrny (1992) medalista halowych mistrzostw Anglii w biegu na 60 m ppł[3]

| Rok  | Miasto    | Zawody                      | Konkurencja                          | Wynik                     |
| ---- | --------- | --------------------------- | ------------------------------------ | ------------------------- |
| 1985 | Paryż     | światowe igrzyska halowe    | bieg na 60 m ppł                     | brązowy medal             |
| 1985 | Pireus    | halowe mistrzostwa Europy   | bieg na 60 m ppł                     | 6. miejsce                |
| 1985 | Chociebuż | mistrzostwa Europy juniorów | bieg na 110 m ppł                    | złoty medal               |
| 1986 | Ateny     | mistrzostwa świata juniorów | bieg na 110 m ppł sztafeta 4 × 100 m | srebrny medal złoty medal |
| 1986 | Stuttgart | mistrzostwa Europy          | bieg na 110 m ppł                    | 6. miejsce                |
| 1987 | Liévin    | halowe mistrzostwa Europy   | bieg na 60 m ppł                     | 4. miejsce                |
| 1987 | Rzym      | mistrzostwa świata          | bieg na 110 m ppł                    | srebrny medal             |
| 1987 | Zagrzeb   | uniwersjada                 | bieg na 110 m ppł                    | złoty medal               |
| 1988 | Budapeszt | halowe mistrzostwa Europy   | bieg na 60 m ppł                     | srebrny medal             |
| 1988 | Seul      | igrzyska olimpijskie        | bieg na 110 m ppł                    | 5. miejsce                |
| 1992 | Genua     | halowe mistrzostwa Europy   | bieg na 60 m ppł                     | 4. miejsce                |

## Rekordy życiowe
- bieg na 200 metrów (hala) – 21,15 – Glasgow 28/01/1989
- bieg na 50 metrów przez płotki (hala) – 6,58 – Birmingham 14/03/1992
- bieg na 60 metrów przez płotki (hala) – 7,56 – Budapeszt 28/02/1988
- bieg na 110 metrów przez płotki – 13,29 – Zagrzeb 15/07/1987
- bieg na 400 metrów przez płotki – 48,73 – Rieti 06/09/1992